# پروپیومازین
پروپیومازین (انگلیسی: Propiomazine) که با نام‌های لارگون, ایندورم, سرنتین Serentin و پروپاوان Propavan نیز در بازار به فروش می‌رسد، یک داروی آنتی هیستامین است که گیرنده‌های H1 را مهار می‌کند. از این این دارو برای درمان بیخوابی و نیز کاهش اضطراب پیش وطی عمل جراحی به کار می‌رود. طی زایمان زایمان نیز از این دارو به همراه سایر مسکن‌ها استفاده می‌شود. پروپیومازین نوعی فنوتیازین است، اما از به عنوان نورولپتیک استفاده نمی‌شود، زیرا گیرنده‌های دوپامین را به خوبی مهار نمی‌کند.

## مکانیسم عمل
پروپیومازین آنتاگونیست گیرنده‌های نوع ۱، ۲ و ۴ دوپامین, گیرنده‌های سروتونین (HT-5) نوع 2A و 2C, گیرنده‌های موسکارینی و نیز گیرنده‌های H1 هیستامین است.

## عوارض جانبی
- تشنج
- تنگی نفس یا تنفس سریع
- ضربان تند یا نامنظم قلب
- تب
- افت یا افزایش فشارخون
- بی‌اختیاری ادرار
- سفتی ماهیچه‌ها
- تعریق زیاد
- خستگی و خواب آلودگی
- رنگ پریدگی